# FCサハリン・ユジノサハリンスク

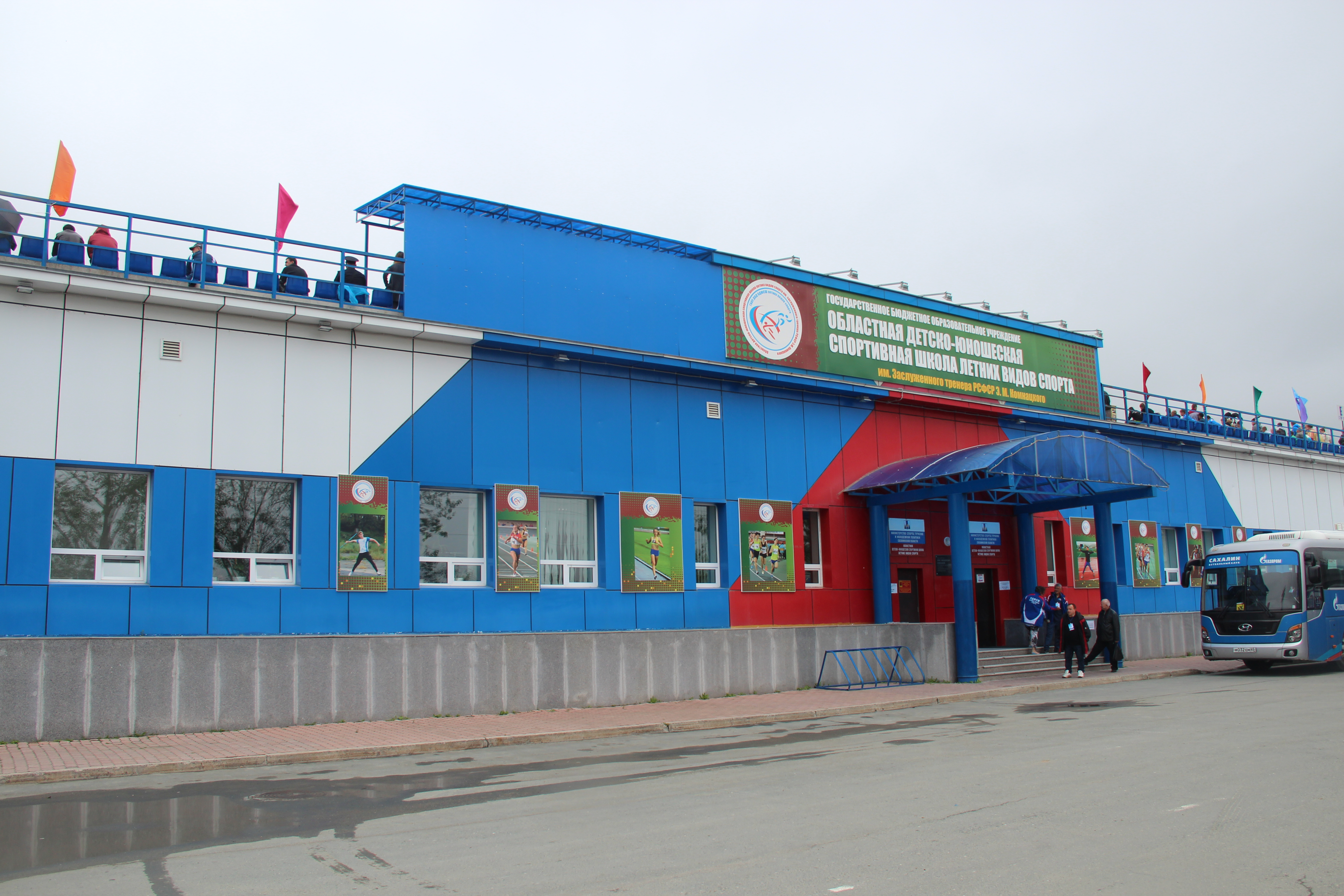
スパルタクスタジアム（ユジノサハリンスク市版。「スパルタクスタジアム」という名称のサッカー競技場はロシア全土に複数存在する。）

FCサハリン・ユジノサハリンスク（英語: FC Sakhalin Yuzhno-Sakhalinsk）は、ロシア・サハリン州ユジノサハリンスク（1905年～1945年：日本領・豊原市）を本拠地としていたサッカークラブである。一時期はホーム移転および経営母体の変更、更にはクラブ名称も改称していたが、その後再びユジノサハリンスク市にホーム地を戻し、クラブ名称も戻して活動していた。

## 第一期
旧ソ連時代である1969年、サハリン州の州都であるユジノサハリンスク市にて創設された。クラブ名称は「FCサハリン・ユジノサハリンスク」。ホームスタジアムはスパルタク・スタジアム（旧ソ連時代に存在していた全サッカークラブの各ホームスタジアム全てに、この名称が充てられていた）。
ソ連崩壊の5年後にあたる1993年、ホーム地をサハリン州第二の人口を誇る都市ホルムスク市（1905年～1945年：日本領・真岡町）へ移転。クラブ名称も「FCサハリン・ホルムスク」に改称される。
1992年～1993年の2シーズンはロシア全体の2部リーグに当たるロシア・ファーストディビジョンに所属。

## FCポルトヴィク・エネルギア・ホルムスク時代
1999年、メインスポンサーがロシア国内で大手の資源開発企業「エネルギア社」となり、クラブ名称も「FCポルトヴィク・エネルギア・ホルムスク」に改称。ロシア全体の2部リーグに当たるロシア・ナショナル・フットボールリーグに所属していた。

## 第二期
クラブがユジノサハリンスク市を去って9年後である2004年、設立当初クラブ名の名残りが感じられる「FCサハリンツーリスト」にクラブ名称を再々変更し、再びホーム地がユジノサハリンスク市に戻された（同市内にある旅行会社「インツーリスト・サハリン」との関連は不明）。更に1年後である2005年、サハリン州により設立されていた総合的地域スポーツクラブ運営団体「PSKサハリン」（ペーエスカー・サハリン。ロシア語表記「ПСК САХАЛИН」）が運営するサッカークラブとなり、クラブ名称も「FCサハリン」（ロシア語表記「ФК САХАЛИН」）に戻される事になった。2023年にはロシア全体の4部リーグに当たるロシア・セカンドディビジョン グループB-3に所属。
なお、第二期からの運営母体はバスケットボール・バレーボール・アイスホッケーのプロチームも運営しており、アイスホッケー部は日本・韓国・中国と共に構成していたアジアリーグアイスホッケーにコロナ禍前まで参戦、コロナ禍後はロシア本国によるウクライナ侵攻のため日韓でのロシアへの経済制裁もありリーグからは撤退している。
資金不足のため、2024年末に解散した。

## タイトル
- ロシア・セカンドディビジョン東  2013-14